# Shawn Belle
Shawn James Robert Belle, född 3 januari 1985 i Edmonton, Alberta, är en kanadensisk före detta professionell ishockeyspelare Han valdes i första rundan som 30:e spelare totalt i NHL Entry Draft 2003 av St. Louis Blues.
Belle var under sin juniorkarriär en pålitlig poänggörare. På seniornivå producerade han mindre med poäng, och beskrevs som en defensiv back. Han spelade sammanlagt 20 NHL-matcher för klubbarna Minnesota Wild, Montreal Canadiens, Edmonton Oilers och Colorado Avalanche. Säsongen 2013/2014 spelade han för Färjestad BK i SHL.
Den 23 juli 2015 avslutade Belle sin spelarkarriär för att bli assisterande tränare i juniorlaget Sherwood Park Crusaders.